# Hóquei sobre trenó nos Jogos Paralímpicos de Inverno de 2010
O torneio de hóquei sobre trenó nos Jogos Paraolímpicos de Inverno de 2010 foi realizado na UBC Thunderbird Arena. O torneio único com oito times mistos foi disputado entre os dias 13 e 20 de março.
Pela primeira vez, mulheres tiveram permissão para participar do evento nas Paraolímpiadas, mas nenhuma chegou a ser inscrita para os Jogos.

## Calendário
| Março              | 12 | 13 | 14 | 15 | 16 | 17 | 18 | 19 | 20 | 21 |
| ------------------ | -- | -- | -- | -- | -- | -- | -- | -- | -- | -- |
| Hóquei sobre trenó |    |    |    |    |    |    |    |    | 1  |    |

|  | Dia de competição |  | Dia de final |

## Medalhistas

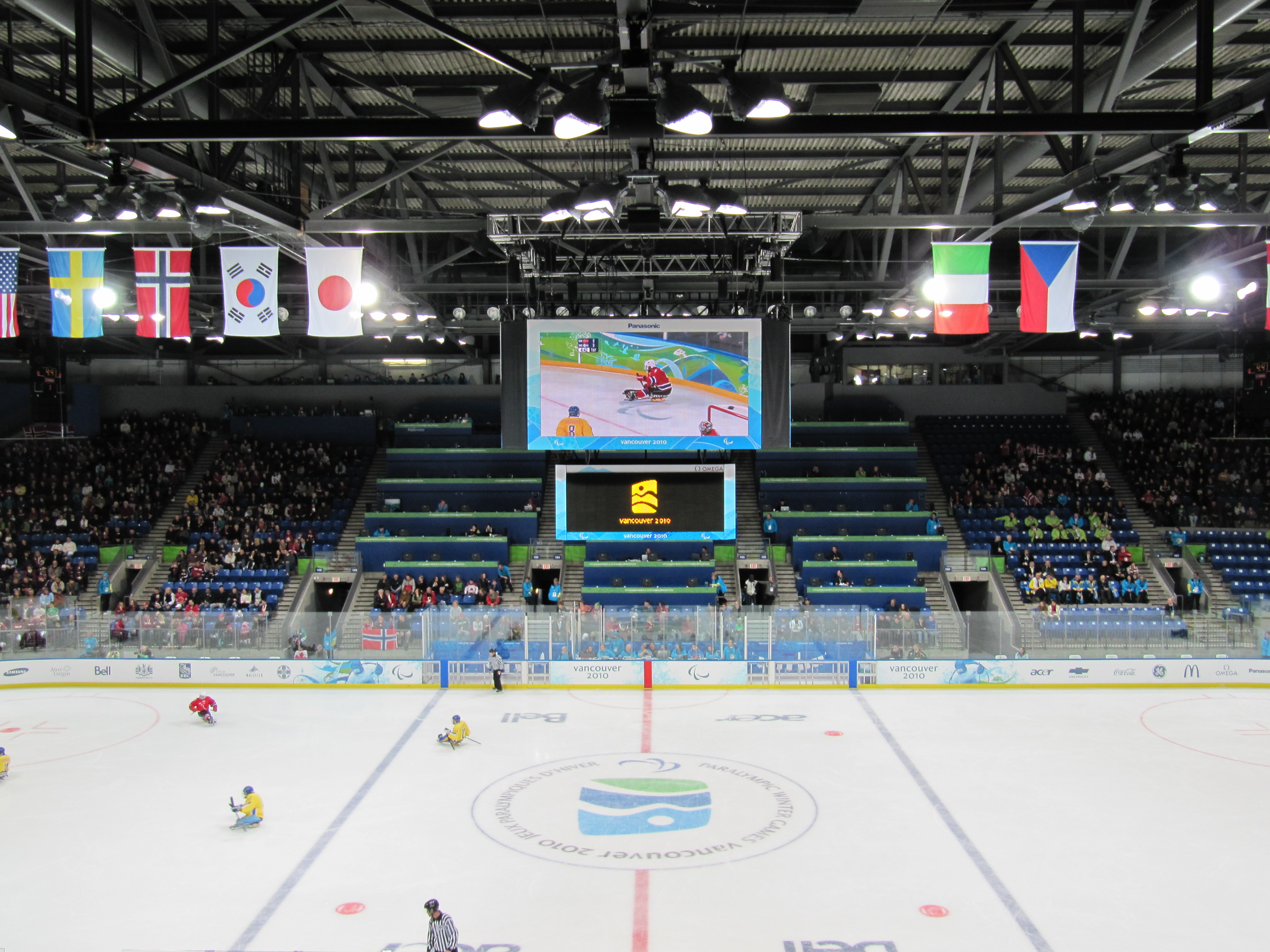
Partida entre Noruega e Suécia na UBC Thunderbird Arena, Vancouver.

|  | USA Estados Unidos |  | JPN Japão |  | NOR Noruega |
|  | Mike Blabac Steve Cash Taylor Chace Jimmy Connelly Brad Emmerson Joe Howard Tim Jones Nikko Landeros Taylor Lipsett Adam Page Josh Pauls Alexi Salamone Greg Shaw Bubba Torres Andy Yohe |  | Mikio Annaka Takayuki Endo Shinobu Fukushima Naohiko Ishida Noritaka Ito Makoto Majima Tomohiko Maruo Eiji Misawa Mitsuru Nagase Toshiyuki Nakamura Satoru Sudo Kazuhiro Takahashi Daisuke Uehara Atsuya Yaguchi Mamoru Yoshikawa |  | Ole Bjarte Austevoll Audun Bakke Helge Bjornstad Kissinger Deng Eskil Hagen Thomas Jacobsen Loyd Remi Johansen Roger Johansen Knut Andre Nordstoga Rolf Einar Pedersen Tommy Rovelstad Kjell Vidar Royne Stig Tore Svee Morten Vaernes |

## Resultados
|  | Equipes classificadas às semifinais                 |
|  | Equipes classificadas à disputa do 5º ao 8º lugares |

### Grupo A
| País                | J | V | VP | DP | D | GP | GS | SG  | Pts |
| ------------------- | - | - | -- | -- | - | -- | -- | --- | --- |
| USA Estados Unidos  | 3 | 3 | 0  | 0  | 0 | 14 | 0  | +14 | 9   |
| JPN Japão           | 3 | 2 | 0  | 0  | 1 | 7  | 7  | 0   | 6   |
| CZE República Checa | 3 | 1 | 0  | 0  | 2 | 5  | 7  | -2  | 3   |
| KOR Coreia do Sul   | 3 | 0 | 0  | 0  | 3 | 2  | 14 | -12 | 0   |

Todos os horários estão em UTC-8.
| 13 de março | Estados Unidos USA                                                                   | 5 – 0                     | KOR Coreia do Sul | UBC Thunderbird Arena                  |
| 17:00       | Taylor Chase (2) 3:45' 44:22' Alexi Salamone 19:45' Taylor Lipsett (2) 29:34' 38:32' | (1-0, 2-0, 2-0) Relatório |                   | Público: 5,444 Árbitro: CAN Paul Boese |

| 13 de março | Japão JPN                                  | 2 – 1                     | CZE República Checa | UBC Thunderbird Arena                          |
| 20:30       | Takayuki Endo 15:11' Naohiko Ishida 38:19' | (0-0, 1-0, 1-1) Relatório | Zdenek Habl 33:09'  | Público: 2,752 Árbitro: NOR Petter Vojan Hegle |

| 14 de março | Estados Unidos USA                                                | 3 – 0                     | CZE República Checa | UBC Thunderbird Arena                  |
| 17:00       | Taylor Lipsett 07:53' Alexi Salamone 27:01' Jimmy Connelly 33:44' | (1-0, 1-0, 1-0) Relatório |                     | Público: 5,170 Árbitro: CAN Paul Matte |

| 14 de março | Japão JPN                                                                                               | 5 – 0                     | KOR Coreia do Sul | UBC Thunderbird Arena                          |
| 20:30       | Daisuke Uehara 04:46' Mamoru Yoshikawa (2) 06:21' 32:52' Takayuki Endo 07:41' Kazuhiro Takahashi 34:21' | (3-0, 0-0, 2-0) Relatório |                   | Público: 3,941 Árbitro: CAN Johnathan Morrison |

| 16 de março | República Checa CZE                                                             | 4 – 2                     | KOR Coreia do Sul                            | UBC Thunderbird Arena                   |
| 10:00       | Zdenek Krupicka 02:29' Tomas Kvoch 14:11' Pavel Kubes 20:28' Erik Fojtik 26:18' | (2-0, 2-0, 0-2) Relatório | Cho Byeong-Seok 41:46' Lee Jong-Kyung 44:51' | Público: 4,791 Árbitro: USA Scott Bokal |

| 16 de março | Estados Unidos USA | 6 – 0                     | JPN Japão | UBC Thunderbird Arena                          |
| 17:00       | Adam Page 01:05' Greg Shaw 12:01' Alexi Salamone 20:13' Taylor Lipsett 28:22' Joe Howard 34:10' Nikko Landeros 38:54' | (2-0, 2-0, 2-0) Relatório |           | Público: 5,468 Árbitro: NOR Petter Vojan Hegle |

### Grupo B
| País        | J | V | VP | DP | D | GP | GS | SG  | Pts |
| ----------- | - | - | -- | -- | - | -- | -- | --- | --- |
| CAN Canadá  | 3 | 3 | 0  | 0  | 0 | 19 | 1  | +18 | 9   |
| NOR Noruega | 3 | 1 | 1  | 0  | 1 | 4  | 7  | -3  | 5   |
| SWE Suécia  | 3 | 1 | 0  | 1  | 1 | 3  | 12 | -9  | 4   |
| ITA Itália  | 3 | 0 | 0  | 0  | 3 | 1  | 7  | -6  | 0   |

Todos os horários estão em UTC-8.
| 13 de março | Canadá CAN                                                            | 4 – 0                     | ITA Itália | UBC Thunderbird Arena           |
| 10:00       | Marc Dorion 9:28' Greg Westlake (2) 34:04' 38:48' Jean Labonté 39:18' | (1-0, 0-0, 3-0) Relatório |            | Árbitro: USA Johnathan Morrison |

| 13 de março | Noruega NOR            | 2 – 1                                   | SWE Suécia         | UBC Thunderbird Arena                       |
| 13:30       | Tommy Rovelstad 43:17' | (0-1, 0-0, 1-0, 0-0, 3/3-2/3) Relatório | Marcus Holm 14:16' | Público: 5,458 Árbitro: USA Derek Berkebile |

|                                                     |       | Penalidades                               |  |
| Rolf Einar Pedersen Helge Bjørnstad Tommy Rovelstad | 3 – 2 | Per Kasperi Niklas Ingvarsson Marcus Holm |  |

| 14 de março | Noruega NOR                         | 2 – 1                     | ITA Itália            | UBC Thunderbird Arena                  |
| 10:00       | Kjell Vidar Royne (2) 37:59' 43:59' | (0-1, 0-0, 2-0) Relatório | Werner Winkler 08:34' | Público: 3,638 Árbitro: CAN Paul Boese |

| 14 de março | Canadá CAN | 10 – 1                    | SWE Suécia               | UBC Thunderbird Arena                   |
| 13:30       | Brad Bowden (2) 01:25' 13:47' Greg Westlake (3) 07:44' 17:13' 25:28' Adam Dixon (2) 12:54' 22:16' Marc Dorion (3) 26:33' 31:19' 34:58' | (4-1, 4-0, 2-0) Relatório | Niklas Ingvarsson 01:38' | Público: 5,504 Árbitro: USA Scott Bokal |

| 16 de março | Itália ITA | 0 – 1                     | SWE Suécia         | UBC Thunderbird Arena                  |
| 13:30       |            | (0-0, 0-1, 0-0) Relatório | Marcus Holm 27:57' | Público: 4,983 Árbitro: CAN Paul Matte |

| 16 de março | Noruega NOR | 0 – 5                     | CAN Canadá                                                                                | UBC Thunderbird Arena                       |
| 20:30       |             | (0-2, 0-3, 0-0) Relatório | Billy Bridges 00:31' Greg Westlake (2) 07:14' 18:46' Brad Bowden 15:11' Adam Dixon 26:04' | Público: 5,430 Árbitro: USA Derek Berkebile |

### Decisão do 5º ao 8º lugar
| 17 de março | República Checa CZE                         | 3 – 2                                   | ITA Itália                                    | UBC Thunderbird Arena                       |
| 12:00       | Michal Geiger 09:51' Zdenek Krupicka 18:21' | (1-0, 1-2, 0-0, 0-0, 1/2-0/3) Relatório | Gianluigi Rosa 21:19' Andrea Chiarotti 29:17' | Público: 5,092 Árbitro: USA Derek Berkebile |

|                         |       | Penalidades                                        |  |
| Erik Fojtik Jiri Berger | 0 – 1 | Gianluigi Rosa Florian Planker Gian Luca Cavaliere |  |

| 17 de março | Suécia SWE          | 1 – 2                     | KOR Coreia do Sul                          | UBC Thunderbird Arena                          |
| 19:00       | Niklas Rakos 15:51' | (0-1, 1-0, 0-1) Relatório | Cho Young-Jae 09:27' Lee Jong-Kyung 33:45' | Público: 5,354 Árbitro: NOR Petter Vojan Hegle |

### Semifinais
| 18 de março | Canadá CAN         | 1 – 3                     | JPN Japão                                             | UBC Thunderbird Arena                          |
| 12:00       | Marc Dorion 09:56' | (1-0, 0-1, 0-2) Relatório | Takayuki Endo (2) 22:33' 44:44' Daisuke Uehara 43:47' | Público: 5,039 Árbitro: USA Johnathan Morrison |

| 18 de março | Estados Unidos USA                                     | 3 – 0                     | NOR Noruega | UBC Thunderbird Arena                  |
| 19:00       | Greg Shaw 23:48' Taylor Chace 25:35' Joe Howard 41:59' | (0-0, 2-0, 1-0) Relatório |             | Público: 5,204 Árbitro: CAN Paul Boese |

### Decisão do 7º lugar
| 19 de março | Itália ITA                                                                      | 4 – 0                     | SWE Suécia | UBC Thunderbird Arena                  |
| 12:00       | Werner Winkler 07:56' Florian Planker (2) 13:25' 39:23' Andrea Chiarotti 41:01' | (2-0, 0-0, 2-0) Relatório |            | Público: 4,954 Árbitro: CAN Paul Matte |

### Decisão do 5º lugar
| 19 de março | República Checa CZE                          | 2 – 1                          | KOR Coreia do Sul      | UBC Thunderbird Arena                   |
| 15:30       | Erik Fojtik 37:24' Michal Geier 47:16' (pro) | (0-0, 0-0, 1-1, 1-0) Relatório | Park Sang-Hyeon 32:59' | Público: 5,507 Árbitro: USA Scott Bokal |

### Decisão do 3º lugar
| 19 de março | Noruega NOR                                   | 2 – 1                     | CAN Canadá        | UBC Thunderbird Arena                          |
| 19:00       | Rolf Einar Pedersen 36:08' Eskil Hagen 44:56' | (0-0, 0-0, 2-1) Relatório | Adam Dixon 32:45' | Público: 5,462 Árbitro: USA Johnathan Morrison |

### Final
| 20 de março | Estados Unidos USA                          | 2 – 0                     | JPN Japão | UBC Thunderbird Arena                          |
| 12:00       | Alexi Salamone 04:10' Taylor Lipsett 43:42' | (1-0, 0-0, 1-0) Relatório |           | Público: 5,810 Árbitro: NOR Petter Vojan Hegle |

## Classificação final
| Pos.   | País                |
| ------ | ------------------- |
| Ouro   | USA Estados Unidos  |
| Prata  | JPN Japão           |
| Bronze | NOR Noruega         |
| 4      | CAN Canadá          |
| 5      | CZE República Checa |
| 6      | KOR Coreia do Sul   |
| 7      | ITA Itália          |
| 8      | SWE Suécia          |